# Notopygos ornata
Notopygos ornata är en ringmaskart som beskrevs av Grube 1856. Notopygos ornata ingår i släktet Notopygos och familjen Amphinomidae. Inga underarter finns listade i Catalogue of Life.